# Права ЛГБТ в Швейцарии
Права лесбиянок, геев, бисексуалов, транссексуалов (ЛГБТ) в Швейцарии относительно прогрессивны по европейским стандартам, хотя ЛГБТ-людям не хватает полного юридического равенства. Их история — это история либерализации, набирающей обороты с 1940-х годов, параллельно с правовой ситуацией в Европе и в западном мире в целом. Законодательство, предусматривающее однополые браки и доступ к ЭКО, вступит в силу после вероятного референдума в 2021 году.
Однополые половые акты между взрослыми были законными в Швейцарии с 1942 года. С 1992 года возраст согласия был равен 16 годам для гетеросексуальных и гомосексуальных отношений. С 2007 года однополые отношения получили юридическое признание, регистрация смены пола после операции по смене пола была намечена в 1993 году, хотя с 2010 года власти следовали практике регистрации смены пола без какого-либо хирургического вмешательства. Конституция Швейцарии 1999 года (статья 8) гарантирует равенство перед законом, определяя «образ жизни» как один из критериев защиты от дискриминации. Некоторые формы гомофобной дискриминации были признаны уголовным преступлением после референдума в феврале 2020 года.
Крупнейшие группы по защите прав гомосексуалов в Швейцарии — это Lesbenorganisation Schweiz за права лесбиянок (основана в 1989 году) и Pink Cross за права ЛГБТ (основана в 1993 году). Сеть транс-персон в Швейцарии (TGNS) была основана в 2010 году. В 2010-х годах эти группы все чаще использовали аббревиатуру LGBTI («лесбиянки, геи, бисексуалы, трансгендеры, интерсексуалы») в качестве обобщающего термина для соответствующих областей интереса. Интерсекс организация Zwischengeschlecht проводит кампании за права интерсексуалов и телесную автономию.

## Законность однополой сексуальной активности
Однополые сексуальные отношения были декриминализованы по всей стране в 1942 году с введением национального уголовного кодекса. Некоторые кантоны ранее легализовали однополые сексуальные отношения. Кантоны Женева, Тичино, Во и Вале сделали это в 1798 году, приняв Кодекс Наполеона.
Более высокий возраст согласия для однополой сексуальной активности (20 лет вместо 16 для гетеросексуальной сексуальной активности) был отменен реформой уголовного законодательства 1992 года. На общенациональном референдуме 17 мая 1992 г. 73 % избирателей приняли реформу швейцарского федерального законодательства о преступлениях на сексуальной почве, включая исключение всех форм дискриминации в отношении гомосексуализма из Уголовного кодекса. Статья 187 Уголовного кодекса гласит, что общий возраст согласия на половую жизнь в Швейцарии составляет 16 лет.

## Признание однополых отношений
Основная статья: Гражданские партнёрства в Швейцарии

### Зарегистрированные партнерства
Зарегистрированные партнерства признаны законом (только для однополых пар) с 1 января 2007 года, когда вступил в силу Закон о зарегистрированном партнерстве. До этого кантоны Женева, Фрибур, Невшатель и Цюрих уже разрешали зарегистрированные партнерства. В 2007 году каждый десятый профсоюз в Цюрихе был зарегистрированным партнерством.

### Однополый брак
Однополые браки находятся в процессе легализации. 18 декабря 2020 года, через семь лет после того, как Зеленая либеральная партия Швейцарии представила законопроект, предусматривающий однополые браки, швейцарский федеральный законодательный орган принял соответствующий закон (который также предусматривает доступ к ЭКО для лесбийских пар), в результате чего Швейцария стала 29-й страной, которая разрешила однополые браки. Однако в швейцарской системе полупрямой демократии статут подлежит всенародному референдуму, если его противники собирают 50 000 подписей с требованием отмены в течение трех месяцев. Консервативная партия Федерально-демократический союз объявила о своем намерении сделать это. Дата вступления в силу закона (после любого референдума) еще не установлена федеральным правительством.
В мае 2021 года противникам однополых браков в Швейцарии удалось собрать 50 тысяч голосов, чтобы вынести на референдум вопрос об отмене закона о брачном равноправии.
26 сентября 2021 года в стране прошел референдум, свыше 60 % участников, по предварительным итогам голосования, поддержали инициативу «брак для всех», предполагающую легализацию в стране однополых союзов.

### Отношение религиозных общин
- В июне 2019 года протестантские женщины Швейцарии заявили о своей поддержке внедрения однополых браков и вспомогательных репродуктивных технологий для лесбийских пар[11].
- В июне 2019 года Швейцарский союз католических женщин также выразил поддержку внедрению однополых браков и вспомогательных репродуктивных технологий для лесбийских пар[12].
- В ноябре 2019 года протестантская церковь Швейцарии проголосовала за введение гражданского брака для однополых пар[13].
- В августе 2020 года Старая католическая церковь в Швейцарии проголосовала за заключение однополых браков в своих церквях[14].

## Усыновление и воспитание
Одинокие люди, независимо от сексуальной ориентации, могут усыновлять детей. Весной 2016 года парламент одобрил законопроект, разрешающий усыновление пасынка однополыми парами. Противники безуспешно пытались провести референдум по законопроекту. Закон вступил в силу 1 января 2018 года. К концу декабря 2018 года, примерно через год после вступления в силу закона об усыновлении, было подано около 173 заявлений об усыновлении однополых пасынков. Эти данные не включают кантоны Люцерн, Тургау и Цюрих. Около 22 заявок были поданы в кантоне Женева и 20 — в городе Лозанна.
Совместное усыновление в настоящее время невозможно для однополых пар в Швейцарии, поскольку оно разрешено только супружеским парам. Законопроект о легализации однополых браков позволит однополым супружеским парам усыновлять детей совместно.

## Защита от дискриминации

### Законы о борьбе с дискриминацией

#### Конституционное и гражданское право
Конституция Швейцарии (статья 8) гарантирует равенство перед законом, определяя «образ жизни» как один из многих установленных критериев защиты от несправедливой дискриминации. Швейцарское законодательство признает очень строгий принцип свободы ассоциации и, как таковое, содержит лишь ограниченные положения, запрещающие дискриминацию в частном секторе или между частными лицами. Заметными исключениями являются Закон о равном обращении с мужчинами и женщинами и статье 261 Уголовного кодекса, запрещающей дискриминацию по признаку «расы, этнической принадлежности, религии или сексуальной ориентации». Из-за этой ситуации в частных исках против предполагаемой дискриминации в последние годы все чаще делались попытки сослаться на трудный для интерпретации запрет «телесных повреждений» (статья 28a Гражданского кодекса). Дискриминационное увольнение защищено от защиты, если можно доказать, что увольнение было прекращено на основании «собственности, на которую другая сторона имеет право в силу своей личности, за исключением случаев, когда это свойство имеет отношение к характеру трудового договора или существенно влияет на рабочую среду». Однако фактических судебных разбирательств по искам против предполагаемой дискриминации по таким основаниям было очень мало. Опрос 2015 года выявил семь отдельных случаев, ни один из которых не был связан с предполагаемой дискриминацией по признаку сексуальной ориентации или гендерной идентичности.
В законах и постановлениях некоторых кантонов и муниципалитетов также есть антидискриминационные положения. Например, в сентябре 2017 года кантональный исполнительный орган Женевы принял новые правила против дискриминации по признаку пола, сексуальной ориентации и гендерной идентичности в правительстве кантона. Дискриминация ЛГБТ на рабочем месте в Швейцарии была продемонстрирована как постоянная проблема в отчете 2014 года института гендерных исследований Женевского университета и федерации ЛГБТ-ассоциаций Женевы.

#### Уголовное право
С февраля 2020 года дискриминация по признаку «сексуальной ориентации» запрещена ст. 261 Уголовного кодекса Швейцарии. Эта категория была добавлена законом 2018 года, принятым швейцарскими избирателями на референдуме 9 февраля 2020 года, к положению, которое уже запрещало дискриминацию по признаку расы, этнического происхождения или религии. Конкретные запрещенные действия:
- публичное разжигание ненависти или дискриминации,
- публичное распространение идеологий или пропагандистских кампаний, целью которых является систематическое очернение или клевета на людей,
- публичное очернение или дискриминация людей, нарушающие человеческое достоинство, или
- отказ в предоставлении услуги, предназначенной для предоставления широкой публике.

Нарушения наказываются лишением свободы на срок до трех лет или денежным штрафом.
Это изменение в законе было инициировано в 2013 году Матиасом Рейнардом, депутатом от Социал-демократической партии, с законопроектом, запрещающим всякую «дискриминацию и разжигание ненависти» по признаку «расы, этнической принадлежности, религии или сексуальной ориентации». 11 марта 2015 года Национальный совет проголосовал 103-73 за то, чтобы законопроект продолжил законодательный процесс. Комитет по правовым вопросам Совета штатов разрешил рассмотрение законопроекта 23 апреля 2015 года. В феврале 2017 года Комитет по правовым вопросам Национального совета 15-9 голосами одобрил поправку к законопроекту, добавив гендерную идентичность в список запрещенных оснований для дискриминации. Против законопроекта выступили несколько членов Швейцарской народной партии, которые сочли его ненужным, хотя партия в целом предпочла не занимать позицию по законопроекту. Другие партии в основном поддержали законопроект, как и 86 % швейцарцев, согласно опросам.
В августе 2018 года Федеральный совет объявил о своей поддержке предложения, но рекомендовал убрать термин «гендерная идентичность» из-за его «расплывчатости». Национальный совет отказался отменить этот термин и одобрил законопроект 25 сентября 2018 г. 118-60 голосами при 5 воздержавшихся. 7 ноября 2018 года Комитет по правовым вопросам Совета штатов 9 голосами против 2 (при 1 воздержавшемся) одобрил изменение законодательства, которое объявляет дискриминацию по признаку сексуальной ориентации и гендерной идентичности незаконной. Обрисовывая свое решение также включить гендерную идентичность, комитет заявил, что трансгендеры и интерсексуалы стали жертвами дискриминации наряду с гомосексуалистами и бисексуалами.
В ноябре 2018 года Совет штатов одобрил законопроект 32-10 голосами. Однако 23 голосами против 18 он проголосовал за исключение термина «гендерная идентичность» из-за его «слишком расплывчатости». Многие депутаты и ЛГБТ-организации приветствовали распространение закона на сексуальную ориентацию, но выразили разочарование тем, что гендерная идентичность была исключена, что, по данным Transgender Network Switzerland, «исключает и еще больше маргинализирует интерсексуалов и трансгендеров. [Закон] будет завершен только тогда, когда он осуждает дискриминацию по признаку гендерной идентичности». Поскольку правовой текст был изменен, Национальный совет был вынужден повторно проголосовать по нему. 3 декабря, несмотря на требования социал-демократов и зеленых, при голосовании 107-77 он проголосовал за исключение гендерной идентичности из законопроекта. К апрелю 2019 года оппоненты собрали 70 000 подписей, чтобы провести референдум по закону. Несмотря на опасения по поводу действительности подписей, поскольку, как сообщается, несколько человек подписали инициативу, полагая, что это кампания против гомофобии, референдум состоялся 9 февраля 2020 года. Швейцарские избиратели одобрили закон, около 63 % проголосовало «за».

### Законы о преступлениях на почве ненависти и насилия
В ноябре 2016 года швейцарские ЛГБТ-группы начали предлагать ЛГБТ-людям телефон доверия.
В августе 2017 года Федеральный совет Швейцарии выразил несогласие с предложением Консервативно-демократической партии, которое заставит конфедерацию подсчитывать и регистрировать преступления на почве ненависти, совершенные против членов ЛГБТ-сообщества. Он утверждал, что было бы слишком сложно отслеживать эти преступления, поскольку не всегда ясно, была ли сексуальная ориентация или гендерная идентичность жертвы фактором. Однако в сентябре 2019 года Национальный совет проголосовал за это предложение 97-94 голосами.
Опрос 1700 школьников кантона Невшателя (14-15 лет) в 2018 году показал, что 10 % девочек и 5 % мальчиков идентифицировали себя как ЛГБТ. Среди них 38 % сообщили о получении пощечин, пинков или ударов руками, 25 % сообщили о частых домогательствах, 16 % сообщили о том, что они стали жертвами физического насилия и 7 % сообщили о дискриминации со стороны учителя.

## Военная служба
С 1992 года гомосексуальность и бисексуальность больше не упоминаются в Военно-уголовном кодексе. После референдума 17 мая 1992 г. тогдашняя статья 127 о противоестественном прелюбодеянии в армии («Кто вступает в непристойную связь с лицом того же пола, будет наказан тюремным заключением …») была отменена.
С 2013 года некоторые трансгендеры могут открыто служить в вооруженных силах Швейцарии. В том году случай с поваром, чье направление в службу KFOR было первоначально отменено после того, как она выступила в роли трансгендера, обсуждалось в громкой телепрограмме. В результате армия изменила свою политику, чтобы разрешить службу трансгендерам, если медицинское обследование установит, что они «находятся в хорошем физическом и психическом здоровье, достаточно устойчивы к стрессу, устойчивы и способны подчиняться», и установила разнообразие. С 2019 года проект формы позволяет призывникам указывать свою гендерную идентичность отдельно от назначенного пола — изменение, предложенное правозащитными организациями ЛГБТ. Тем не менее, транссексуальность или гендерная дисфория остаются причинами увольнения в соответствии с армейскими правилами. Официальные представители армейской медицины заявили, что ежегодно такой диагноз ставили около 18 призывников. В 2019 году трансгендеру было отказано в вербовке из-за этих правил, но главнокомандующий вооруженными силами Филипп Ребор сказал, что они и дело будут пересмотрены. В сентябре 2019 года подполковник Кристин Хуг стала первой транс-женщиной, командовавшей батальоном.

## Права трансгендеров
Швейцарская юридическая практика позволяет трансгендерам менять официально зарегистрированный пол в судебном порядке. В мае 2018 года правительство Швейцарии написало, что «отсутствие какого-либо четкого постановления закона означает, что трансгендеры продолжают сталкиваться с огромными препятствиями. Они должны подать иск в суд, чтобы добиться юридического признания их смены пола. Юридическая практика непоследовательна, и судебное разбирательство возбуждено. быть излишне длительным и дорогостоящим».
Эта ситуация развивалась следующим образом: постановление Федерального верховного суда от 1993 г. (BGE 119 II 264) разрешает юридическую процедуру регистрации смены пола. В феврале 2010 года, расширяя сферу действия постановления Федерального верховного суда 1993 года, Федеральное управление регистрации актов гражданского состояния (EAZW / OFEC / UFSC) Федерального департамента юстиции и полиции посоветовало кантональным руководителям юридически признавать изменение пола даже в отсутствие операции. EAZW четко сформулировал со ссылкой на принцип разделения властей, что приказ является обязательным только для кантональных исполнительных органов, но не для кантональных судов. Федеральное бюро регистрации актов гражданского состояния также заявило, что брак может быть преобразован в зарегистрированное партнерство, если один из партнеров должен зарегистрироваться для признания пола.
В мае 2018 года Федеральный совет предложил внести поправки в швейцарское законодательство, позволяющие трансгендерам изменять свой зарегистрированный пол и имя (имена) без «волокиты», просто сделав заявление официальным органам регистрации актов гражданского состояния. 11 июня 2020 года Совет штатов принял закон на этот счет 31 голосом за, 7 против и 7 воздержавшихся. Это позволило бы трансгендерам менять свой юридический пол «без бюрократических осложнений» (то есть без операций, медицинских осмотров и т. д.). Несовершеннолетним в возрасте от 12 до 18 лет потребуется согласие законного опекуна на законную смену пола. 24 сентября 2020 года Национальный совет принял закон 121 голосом за, 61 против и 13 воздержавшихся и отклонил согласие законного опекуна 100 голосами за, 93 против и 2 воздержавшихся. 2 декабря 2020 года Совет штатов одобрил законопроект во втором чтении, но ввел ограничение в возрасте 16 лет, для которого больше не требуется согласие законного опекуна.
В ноябре 2019 года Большой совет Базель-Штадта проголосовал за включение «гендерной идентичности» в свой закон о содержании под стражей, чтобы лучше защитить трансгендеров в отношении помещения в исправительные учреждения.

## Права интерсексуалов
Младенцы-интерсексуалы в Швейцарии могут подвергаться медицинскому вмешательству, чтобы изменить их половые характеристики. Правозащитные организации все чаще считают эти операции ненужными и, по их мнению, должны проводиться только в том случае, если заявитель дает согласие на операцию. В 2012 году университетские больницы Женевы издали инструкции, запрещающие врачам выполнять такие процедуры без согласия заявителя.
В 2018 году Национальный совет, нижняя палата парламента, выразил поддержку обозначению пола «X» в документах, удостоверяющих личность, 107 голосами «за». Также было принято отдельное предложение разрешить интерсекс-индивидам оставлять поле информации незаполненным — 109 голосов за. Федеральный совет рассмотрит предложения, а затем вынесет рекомендации.
В апреле 2019 года Большой совет Женевы принял два движения, одно единогласно, против использования таких операций, которые они назвали «нанесением увечий». Ходатайства предусматривают схему возмещения ущерба и бесплатные психосоциальные консультации для жертв, а также увольнение любого врача или терапевта, который выполняет эти процедуры с интерсекс-людьми без их согласия.

## Право на смену пола
С 1 января 2022 года в Швейцарии вступают в силу поправки в законодательство, которые позволяют гражданам страны менять юридический пол в документах через заявление без обязательной гормональной терапии или установленного медицинского диагноза.

## Донорство крови
В 1980-х годах в результате пандемии ВИЧ / СПИДа был введен полный запрет на сдачу крови геями и бисексуальными мужчинами. В июне 2016 года Красный Крест Швейцарии объявил, что направит запрос в Swissmedic, швейцарский орган по надзору за лекарствами и медицинскими приборами, и попросит снять запрет. По новым правилам, геи и бисексуалы могут сдавать кровь и стволовые клетки, если они не занимались сексом в течение года. Правила были введены в действие 1 июля 2017 года.
В начале мая 2017 года Национальный совет одобрил предложение о снятии всех ограничений на сдачу крови геями и бисексуальными мужчинами. По мнению Национального совета, причиной сдачи крови должно быть только рискованное поведение, а не сексуальная ориентация. Предложение, внесенное консервативными демократами, было одобрено 97-89. Однако 29 ноября 2017 года это предложение было отклонено Советом штатов. Таким образом, отсрочка на 1 год для геев и бисексуалов, сдающих кровь, остается в силе.

## Конверсионная терапия
В 2016 году депутат-консерватор-демократ Розмари Квадранти обратилась к швейцарскому федеральному правительству с просьбой принять меры по запрещению конверсионной терапии несовершеннолетних ЛГБТ. Швейцарский Федеральный совет в ответ написал, что, по его мнению, конверсионная терапия «неэффективна и причиняет значительные страдания молодым людям, подвергшимся их воздействию», и будет представлять собой нарушение профессиональных обязанностей со стороны любого специалиста по уходу, выполняющего их. Таким образом, по его мнению, любой специалист по уходу, проводящий такую терапию, уже подлежит санкциям со стороны кантональных властей. Согласно Федеральному совету, вопрос о том, является ли такая терапия уголовным преступлением, должен решать уголовный суд в каждом отдельном случае. [69]
Летом 2018 года появились сообщения о терапевте, утверждающем, что он может «вылечить» гомосексуализм с помощью гомеопатии. Он был незамедлительно уволен, и министерство здравоохранения Женевы начало расследование [70]. По заявлению министерства, одной лишь веры в то, что гомосексуализм является болезнью, достаточно для начала расследования. Ассоциация врачей кантона Женева описывает конверсионную терапию как форму шарлатанства.

## Позиция политических партий
Среди основных политических партий: Социал-демократическая партия (SP / PS), Зелёная партия Швейцарии (GPS / PES), Свободная демократическая партия. Либералы (FDP / PLR), Зелёная либеральная партия Швейцарии (glp / pvl) и Консервативно-демократическая партия (BDP / PBD) выступают за права ЛГБТ, включая однополые браки, усыновление и доступ к искусственному оплодотворению для лесбийских пар, тогда как Швейцарская народная партия (SVP / UDC) в целом выступает против.
Несмотря на свою многочисленную католическую и социально-консервативную базу, Христианско-демократическая народная партия (CVP / PDC) в последние годы все активнее поддерживает однополые браки и права ЛГБТ. Опрос 2019 года показал, что около 83 % кандидатов CVP, баллотирующихся на федеральных выборах в октябре, выступали за однополые браки. Партия поддерживает однополые браки и усыновление, но выступает против доступа лесбийских пар к лечению бесплодия.

## Общественное мнение
Опрос 2016 года, проведенный организацией по защите прав геев Pink Cross, показал, что 69 % населения Швейцарии поддерживают однополые браки, 25 % — против, а 6 % затрудняются с ответом. Разделенный по политической ориентации, опрос нашел поддержку 94 % среди избирателей Партии зеленых, 63 % среди избирателей христианских демократов и 59 % среди избирателей Швейцарской народной партии. Согласно тому же опросу, 50 % швейцарцев поддержали полное совместное усыновление однополых пар, 39 % были против, а 11 % затруднились с ответом.
Опрос Tamedia, проведенный в декабре 2017 года, показал, что 72 % швейцарцев поддерживают однополые браки, а 25 % — против. 88 % зеленых, социал-демократов и зеленых либералов, 76 % избирателей-либералов, 66 % христиан-демократов и 56 % избирателей Швейцарской народной партии выразили поддержку.
Опрос Pew Research Center в 2017 году показал, что среди населения Швейцарии поддержка однополых браков составляет 75 %, при этом 24 % выступают против, а 1 % затрудняются с ответом.
В феврале 2020 года опрос, проведенный группой gfs, показал, что 81 % респондентов «решительно» или «в некоторой степени» поддерживали однополые браки, 18 % были против и 1 % затруднились с ответом [79].
В ноябре 2020 года другой опрос, проведенный группой gfs, показал, что 82 % респондентов «решительно» или «в некоторой степени» поддерживали однополые браки, 17 % были против и 1 % затруднились ответить, 72 % поддержали усыновление и 70 % поддержали вспомогательные репродуктивные технологии технология для лесбийских пар.

## Движение за права ЛГБТ в Швейцарии
С середины 1990-х годов ежегодно проводится Национальный день каминг-аута с различными рекламными мероприятиями, чтобы побудить ЛГБТ-людей развивать позитивные отношения со своей идентичностью, особенно среди молодых ЛГБТ-людей. Этот день также отмечается в школах, средних школах, университетах и других учреждениях по всей стране, часто в форме семинаров, фильмов, анкетирования, групповых дискуссий и т. д.
В Швейцарии действуют многочисленные ЛГБТ-организации как на национальном, так и на региональном уровне. Швейцарская организация лесбиянок была основана в 1989 году для защиты прав лесбиянок, а Pink Cross была основана в 1993 году для проведения кампании за права геев и бисексуалов. Группы выступают за наглядность, а также за законные права однополых пар и общественное признание. Pink Cross описывает свою миссию «как представление интересов геев в сфере политики, администрации и общественного мнения». Transgender Network Switzerland проводит кампанию за улучшение сообщества трансгендеров, предлагая свои услуги любому трансгендеру, обратившемуся за советом по поводу смены юридического имени и пола, вооруженных сил или убежища. Другие группы включают Dialogai, основанную в 1982 году, чтобы предлагать телефоны доверия и советы, Zwischengeschlecht, ассоциацию интерсексуалов, Queeramnesty и Rainbow Families. На кантональном уровне также существует несколько групп ЛГБТ, в том числе Vogay в Во, Alpagai в Вале, Homosexuelle Arbeitsgruppen Zürich (HAZ) в Цюрихе, GayBasel в Базель-Штадте и Imbarco Immediato в Тичино, среди других. Кроме того, существует несколько молодежных групп ЛГБТ в швейцарских университетах, в том числе в EPFL, ETH Zurich, Университете Лозанны и Университете Санкт-Галлена.
Парады гордости проходят по всей Швейцарии. Самое крупное и старейшее подобное мероприятие проводится в Цюрихе, впервые оно было организовано в 1994 году. В 2019 году в мероприятии приняли участие около 50 000 человек. В Романдии фестивали Прайда ежегодно меняют города. В мероприятии 2019 года, которое проходило в Женеве, приняли участие 35 000 человек. Другие города, где проводились такие мероприятия, включают Берн, Базель, Лозанну, Фрибур, Сьон, Лугано и Люцерн.
В Швейцарии есть несколько открыто ЛГБТ-политиков. Среди них — Клод Джаниак, статский советник и бывший президент Национального совета, который занимается борьбой со СПИДом и Розовым крестом. Мэр Цюриха Корине Маух также является открытым геем.
В «Индексе счастья геев» (GHI), опубликованном на основе опроса PlanetRomeo, Швейцария занимает девятое место с показателем GHI 70.
В 2017 году правозащитная группа Rainbow Europe поставила Швейцарию на три позиции ниже после задержки с обновлением своих антидискриминационных законов, чтобы прямо включить гендерную идентичность и сексуальную ориентацию.
В 2018 году епископ Чура вызвал споры, заявив, что 90 % жертв сексуального насилия над детьми и педофилии в Римско-католической церкви были «гомосексуалистами».
В феврале 2020 года население Швейцарии проголосовало с 63,1 % за распространение закона страны о разжигании ненависти на сексуальную ориентацию, таким образом объявив публичное разжигание ненависти на почве сексуальной ориентации уголовным преступлением. Результаты референдума существенно различались в зависимости от языкового региона; в то время как 75,3 % франкоговорящей Швейцарии и 66,5 % итальяноязычной Швейцарии поддержали предложение, только 59,0 % немецкоязычной Швейцарии поддержали. Например, в то время как небольшой франкоговорящий городок Ружмон проголосовал за 70,1 %, соседний немецкоязычный городок Занен проголосовал против 55,7 %. Наибольшее количество голосов «за» было зафиксировано в кантоне Во, который проголосовал за 80,2 % (а его столица, Лозанна, поддержала предложение, набрав 86,3 %). Город Шиньи получил наибольшее количество голосов «за» среди всех городов страны — 89,4 %. Еще одним отличием результатов были городские и сельские районы; поддержка составила 73,7 % в городских районах (79,6 % во франкоговорящих частях, 72,5 % в немецкоязычных частях и 68,5 % в италоязычных частях), в то время как в сельской местности она составила 54,8 % (70,6 % во французских регионах). — говорящие части, 64,6 % в италоязычных частях и 48,6 % в немецкоязычных частях).